# El oratorio de las lágrimas
El oratorio de las lágrimas es una novela de Francisco Gil Craviotto, publicada el año 2008 por la editorial Alhulia de Granada.

## Argumento
La acción está situada en un pueblo ficticio de Granada, Nelda, durante el verano de 1945, en plena postguerra. Después de la Guerra Mundial, en España, guerrilleros republicanos se preparan para dar el asalto al régimen del general Franco. En la sierra aledaña a Nelda pervive uno de estos grupos que, al comienzo de la novela, ha tenido un sangriento choque con la Guardia Civil. Hay un herido gravísimo, que necesita los cuidos de un médico.
Al margen de todo esto, en el pueblo, dos adolescentes se aman y, cada vez que las circunstancias lo permiten, gozan de sus cuerpos, pero, ella pertenece al bando de los vencidos y él al de los vencedores: El punto de vista narrativo es el de dos niños que crecen juntos pero enfocan la realidad desde sus dos ópticas diametralmente opuestas. Son los hijos de los señores y de los campesinos, respectivamente, indisolublemente unidos en su niñez, para ocupar después posiciones opuestas en la vida adulta. Entonces se produce un fraudulento “milagro”, una virgen que llora, que cada cual en el pueblo interpreta a su manera.
El novelista aprovecha los distintos episodios del relato, cuya acción va “in crescendo” hasta el desenlace final, para ofrecernos la cara más negativa y cruel de la dictadura franquista: abuso de poder, persecución de los vencidos, ejecuciones, hambre, miseria, misas y procesiones. La Iglesia Católica, aliada incondicional de la dictadura, bendice ejecuciones y atropellos.